# ナーセル・アル＝ヘライフィー
- ナーセル・アル＝ヘライフィー
- ナーセル・アル＝ヘライフィ
- ナーセル・アル＝ケライフィー
- ナーセル・アル＝ケライフィ
- ナセル・アル＝ヘライフィー
- ナセル・アル＝ヘライフィ
- ナセル・アル＝ケライフィー
- ナセル・アル＝ケライフィ
- ナセル・アル＝ケラフィー
- ナセル・アル＝ケラフィ

ナーセル・ビン・ガニム・アル＝ヘライフィー（Nasser bin Ghanim Al-Khelaifi、1973年11月12日 - ）は、カタール・ドーハ出身の実業家、元テニス選手。パリ・サンジェルマンFCの会長兼最高経営責任者であるほか、欧州クラブ協会会長、FIFAクラブワールドカップ組織委員会会員、beINメディア・グループ会長、カタール・スポーツ・インベストメンツ会長、パリ・サンジェルマン・テニス連盟会長、西アジアテニス連盟副会長である。

## 経歴
アル=ヘライフィーは、真珠漁師の息子としてカタールで生まれ、カタール大学で経済学の学位を取得した。またピレウス大学では海洋学の大学院の学位を取得している。
プロのテニス選手としては1992年から2004年までプレーし、2002年にはキャリア最高となるシングルスランキング995位に入った。
引退後は実業家としての道を歩み、2011年6月にパリ・サンジェルマンFC（PSG）をカタール・スポーツ・インベストメンツ（QSi）が買収した後、アル=ヘライフィーはPSGの取締役会長兼CEOに就任した。

### パリ・サンジェルマン会長
PSG会長就任後、アル＝ヘライフィーはPSGをフランス国内外においてトップの地位に押し上げるという長期計画を提示した。その計画の一環として彼はスポーツディレクター（SD）にレオナルドを招聘し、クラブは2012-13シーズンにズラタン・イブラヒモビッチ、チアゴ・シウバを、2013-14シーズンにエディンソン・カバーニを獲得するなどビッグネームを次々と手に入れたことで、PSGは2012-13シーズンから2015-16シーズンまでリーグ・アン4連覇、UEFAチャンピオンズリーグ（CL）でも4季連続でベスト8入りを果たすなど躍進を見せた。その後も2017-18シーズンにはネイマール、キリアン・エムバペを獲得し、2019-20シーズンのCLではクラブ史上最高成績となる準優勝に輝くなど、クラブの悲願である欧州制覇には着実に近づいている。
2020年、フランスサッカー界で最も影響力のある人物に選ばれた。

そして、エースストライカーであったキリアン・エンバペのレアル・マドリード移籍などもあり、選手層が大幅に変わった2024-25シーズンのCLにて悲願の欧州制覇を成し遂げる。